# Jezik četrte generacije
Jezik četrte generacije (fourth-generation language) je programski jezik, primeren za hitro izdelavo uporabniških programov, vendar pogosto ne omogoča nadzora posameznih delov računalnika. Tak jezik tipično omogoča enostaven način snovanja vnosnih mask in poročil ter uporabe podatkovnih zbirk.

## Jeziki četrte generacije
- PostScript
- Mathematica
- FOCUS